# Merőlegesség

Az és a szakaszok merőlegesek, mivel derékszöget zárnak be

Az elemi geometriában két térelem (egyenesek, síkok, …) merőleges, ha derékszöget zárnak be egymással. A lineáris algebrában ezt a relációt ortogonalitásnak hívják. Két vektor ortogonális, ha skalárszorzatuk nulla. Ezt a fogalmat továbbviszik a lineáris leképezésekre, amik megtartják a skalárszorzatot, ezzel az ortogonalitást is.
Az ortogonalitás általánosabb értelemben számos matematikai (és köznapi) relációra utalhat, ezekben az esetekben valamiféle egymást nem átfedő, nem korreláló vagy független objektumokra lehet gondolni.

## Jelölései
Az ortogonális ὀρθός orthos „helyes” és γωνία gonia „szög”) együtt derékszöget jelent. A merőlegest sokszor normálisnak mondják (latin: norma „mérték”, a derékszög jelentésben. A normális elnevezést elterjedten használják a matematikában.
Jelöljön {\displaystyle a} és {\displaystyle b} két egyenest, síkot vagy vektort. Ezt így írják, ha egymásra merőlegesek:
{\displaystyle a\perp b}
és ha nem merőlegesek:
{\displaystyle a\not \perp b}.
Az angol perpendicular szó alapján HTML kódja &perp; és a LaTeX matematikai környezetében \perp jelöli. A Unicode ⊥ jelének kódja U+27C2.

## A geometriában

### Az elemi geometriában
Az elemi geometriában a térelemek merőlegesek, ha derékszöget, vagyis 90°-ot zárnak be.
- Egy egyenes merőleges egy síkra, ha irányvektora normálvektora (normálisa) a síknak.
- Egy sík merőleges egy másik síkra, ha tartalmazza annak egy normálisát.
- Egy egyenes, sík merőleges egy görbére, ha a metszésponti érintőre, vagy érintősíkra merőleges.
- Két görbe merőlegesen metszi egymást egy pontban, ha az ottani érintőik merőlegesek.

### A koordinátageometriában
Két vektor, {\displaystyle {\vec {v}}} és {\displaystyle {\vec {w}}} szöge a Descartes-féle koordináta-rendszerben a skalárszorzattal számítható:
{\displaystyle {\vec {v}}\cdot {\vec {w}}=|{\vec {v}}|\,|{\vec {w}}|\,\cos \sphericalangle ({\vec {v}},{\vec {w}})}
ahol {\displaystyle |{\vec {v}}|} és {\displaystyle |{\vec {w}}|} jelöli a vektorok hosszát, és {\displaystyle \cos \sphericalangle ({\vec {v}},{\vec {w}})} a két vektor által bezárt szög koszinusza. Ha a két vektor derékszöget zár be, akkor:
{\displaystyle {\vec {v}}\cdot {\vec {w}}=|{\vec {v}}|\,|{\vec {w}}|\,\cos 90^{\circ }=0}.
Megfordítva, két vektor merőleges, vagy ortogonális, ha skaláris szorzatuk nulla. Tehát a nullvektor minden vektorra merőleges.
Ha az euklideszi síkon két egyenes egyenlete
{\displaystyle y=m_{1}x+b_{1}}    és   {\displaystyle y=m_{2}x+b_{2}}
akkor merőlegesek akkor és csak akkor, ha {\displaystyle m_{1}m_{2}=-1}.

### A szintetikus geometriában
A merőlegességi reláció axiomatikus leírással vezethető be az illeszkedési síkokon.

## A lineáris algebrában

### Vektorok
A lineáris algebra a koordinátageometriában használt definíciót viszi tovább ortogonalitás néven, és terjeszti ki magasabb, akár végtelen dimenziós, vagy komplex vektorterekre, ahol a skalárszorzat már be van vezetve. A skaláris szorzatra teljesülnie kell a Pitagorasz-tételnek, a paralelogrammaazonosságnak és a polarizációs formulának. A skaláris szorzatot {\displaystyle \langle v,w\rangle } jelöli. Két vektor {\displaystyle v} és {\displaystyle w} definíció szerint merőleges, ha skaláris szorzatuk nulla, azaz:
{\displaystyle \langle v,w\rangle =0}
Például az {\displaystyle \mathbb {R} ^{2}} térben a {\displaystyle v=(2,1)^{T}} és a {\displaystyle w=(1,-2)^{T}} vektorok merőlegesek, mivel
{\displaystyle \langle v,w\rangle =2\cdot 1+1\cdot (-2)=2-2=0}
A vektorok egy halmaza ortogonális rendszer, ha a benne levő vektorok páronként ortogonálisak. Ha emellett még minden elem normája egy, akkor a halmaz ortonormált rendszer. Ha egy ortogonális rendszer nem tartalmazza a nullvektort, akkor elemei függetlenek is, és lineáris burkuk bázisát alkotják. Ha az ortonormált vektorok egy vektortér bázisát alkotják, akkor az a bázis ortonormált bázis. Ha a {\displaystyle v_{i},v_{j}} vektorok egy ortonormált bázis elemei, akkor:
{\displaystyle \langle v_{i},v_{j}\rangle =\delta _{ij}},
ahol {\displaystyle \delta _{ij}} a Kronecker-delta.
Véges dimenziós vektorterekben mindig van ortonormált bázis. Végtelen dimenzióban a skalárszorzattal ellátott terek a Hilbert-terek; ezekben is mindig van ortonormált bázis. Véges dimenzióban és szeparábilis Hilbert-terekben Gram-Schmidt-ortogonalizációval található is ilyen bázis. Ortonormált bázisra példa az {\displaystyle \mathbb {R} ^{3}} tér szokásos derékszögű bázisa: {\displaystyle \{e_{1},e_{2},e_{3}\}=\{(1,0,0),(0,1,0),(0,0,1)\}}.
A kvantummechanikában egy rendszer állapotai vektorteret alkotnak; ezért lehet szó ortogonális állapotokról.

### Mátrixok
Az {\displaystyle A\in \mathbb {R} ^{n\times n}} négyzetes mátrix ortogonális, ha skalárszorzattartó, vagyis
{\displaystyle \langle Av,Aw\rangle =\langle v,w\rangle }
minden {\displaystyle v,w\in \mathbb {R} ^{n}} vektorra. Az {\displaystyle A} mátrix akkor és csak akkor ortogonális, ha oszlopai vagy sorai ortonormálisak. Ekvivalensen,
{\displaystyle A^{T}A=I}   illetve   {\displaystyle A^{T}=A^{-1}}.
A komplex mátrixokra is felépíthető egy hasonló fogalom, az unitér mátrixok fogalma, mely esetén a fenti egyenlőségben a mátrix transzponáltja helyett a transzponáltjának komplex konjugáltja áll.

Az {\displaystyle n\times n}-es ortogonális mátrixok csoportja az {\displaystyle \mathrm {O} (n)} ortogonális csoportot.

### Leképezések
Ha {\displaystyle V} véges dimenziós euklideszi vektortér, akkor a {\displaystyle f\colon V\to V} lineáris leképezés ortogonális, ha
{\displaystyle \langle f(v),f(w)\rangle =\langle v,w\rangle }
minden {\displaystyle v,w\in V} vektorra. Az ortogonális leképezés tehát megtartja a vektorok által bezárt szöget, és az ortogonális vektorokat ortogonális vektorokra képezi le. Egy lineáris leképezés pontosan akkor ortogonális, ha ortogonális bázisban vett mátrixa ortogonális. Továbbá az ortogonális leképezés egybevágósági transzformáció, és megőrzi a vektorok hosszát, távolságát és szögét is.
Az ortogonális leképezések nem tévesztendők össze az egymásra ortogonális leképezésekkel. Ezek olyan leképezések, amelyek vektorként foghatók fel, és ezeknek a vektoroknak a skalárszorzata nulla.

### Vetítések
Ha {\displaystyle V} valós, vagy komplex véges dimenziós skalárszorzattal ellátott vektortér, akkor minden {\displaystyle U} altérhez van vetítés az ortogonális komplemens irányába. Ez az {\displaystyle U} altérre vett ortogonális vetítés. Ez egy egyértelműen meghatározott {\displaystyle P\colon V\to V} leképezés, amire teljesülnek a következők minden {\displaystyle v\in V}-re:
- {\displaystyle P(v)\in U} és
- {\displaystyle \langle P(v),u\rangle =\langle v,u\rangle }   minden   {\displaystyle u\in U}

vektorra. Hogyha {\displaystyle V} véges dimenziós Hilbert-tér, akkor ez a zárt alterekre is teljesül. Ekkor {\displaystyle P} nem egyértelmű, de választható folytonosnak.

## A funkcionálanalízisben
A funkcionálanalízis végtelen dimenziós terekkel foglalkozik, ahol a vektoroknak függvények, a lineáris leképezéseknek funkcionálok felelnek meg.
Két függvény, {\displaystyle f} és {\displaystyle g} ortogonális egymásra, ha
{\displaystyle \langle f,g\rangle =0}
ahol a skaláris szorzatra teljesülnie kell a Pitagorasz-tételnek, a paralelogrammaazonosságnak és a polarizációs formulának. Ilyen például a folytonos valós értékű {\displaystyle [a,b]}-n értelmezett
L2-beli függvények skalárszorzata:
{\displaystyle \langle f,g\rangle =\int _{a}^{b}f(x)\,g(x)\,dx}
Például {\displaystyle [-1,1]}-en az {\displaystyle f(x)=x} és az {\displaystyle g(x)=x^{2}} függvények ortogonálisak, mivel
{\displaystyle \langle f,g\rangle =\int _{-1}^{1}x\cdot x^{2}\,dx=\int _{-1}^{1}x^{3}\,dx=0}.
A teljes skalárszorzatos terekben (Hilbert-terekben) ortogonális bázisok és ortogonális polinomok adhatók meg.

### Ortogonális függvények bővebben
L2 terekben a skalárszorzat súlyfüggvényt is tartalmazhat:
{\displaystyle \langle f,g\rangle _{w}=\int _{a}^{b}f(x)g(x)w(x)\,dx.}
ahol a {\displaystyle w(x)} súlyfüggvény majdnem mindenütt nemnegatív.
Ennek megfelelően az ortogonális függvények:
{\displaystyle \int _{a}^{b}f(x)g(x)w(x)\,dx=0.}
és a norma:
{\displaystyle \|f\|_{w}={\sqrt {\langle f,f\rangle _{w}}}}
Az { fi : i = 1, 2, 3, ... } halmaz elemei:
- ortogonálisak az [a,b] intervallumon, ha

{\displaystyle \langle f_{i},f_{j}\rangle =\int _{a}^{b}f_{i}(x)f_{j}(x)w(x)\,dx=\|f_{i}\|^{2}\delta _{i,j}=\|f_{j}\|^{2}\delta _{i,j}}
- ortonormálisak az [a,b] intervallumon, ha

{\displaystyle \langle f_{i},f_{j}\rangle =\int _{a}^{b}f_{i}(x)f_{j}(x)w(x)\,dx=\delta _{i,j}}
ahol
{\displaystyle \delta _{i,j}=\left\{{\begin{matrix}1&\mathrm {ha} \ i=j\\0&\mathrm {ha} \ i\neq j\end{matrix}}\right.}
a Kronecker-delta. Más szóval, páronként ortogonálisak, és ortonormált sorozat esetén mindegyikük normája 1.

### Példák
- Az(1, 3, 2), (3, −1, 0), (1/3, 1, −5/3) vektorok ortogonálisak egymásra, mivel (1)(3) + (3)(−1) + (2)(0) = 0, (3)(1/3) + (−1)(1) + (0)(−5/3) = 0, és (1)(1/3) + (3)(1) + (2)(−5/3) = 0.

- Az (1, 0, 1, 0, ...)T és a (0, 1, 0, 1, ...)T vektorok ortogonálisak egymásra. Általában, Z2n-beli vektorokra:

{\displaystyle \mathbf {v} _{k}=\sum _{i=0 \atop ai+k<n}^{n/a}\mathbf {e} _{i}}
egy pozitív a-ra, és 1 ≤ k ≤ a −1-re ezek a vektorok ortogonálisak, például (1, 0, 0, 1, 0, 0, 1, 0)T, (0, 1, 0, 0, 1, 0, 0, 1)T, (0, 0, 1, 0, 0, 1, 0, 0)T ortogonálisak.
- Tekintsük a 2t + 3 and 5t2 + t − 17/9. másodfokú függvényeket! Ezek ortogonálisak a hagyományos L2-beli skalárszorzatra a −1 és 1 közötti intervallumon. Szorzatuk 10t3 + 17t2 − 7/9 t − 17/3 és:

{\displaystyle {\begin{aligned}&{}\qquad \int _{-1}^{1}\left(10t^{3}+17t^{2}-{7 \over 9}t-{17 \over 3}\right)\,dt\\[6pt]&=\left[{5 \over 2}t^{4}+{17 \over 3}t^{3}-{7 \over 18}t^{2}-{17 \over 3}t\right]_{-1}^{1}\\[6pt]&=\left({5 \over 2}(1)^{4}+{17 \over 3}(1)^{3}-{7 \over 18}(1)^{2}-{17 \over 3}(1)\right)-\left({5 \over 2}(-1)^{4}+{17 \over 3}(-1)^{3}-{7 \over 18}(-1)^{2}-{17 \over 3}(-1)\right)\\[6pt]&={19 \over 9}-{19 \over 9}=0.\end{aligned}}}
- Az 1, sin(nx), cos(nx) : n = 1, 2, 3, ... függvények ortogonálisak egymásra a Lebesgue-mérték szerint a 0 és a 2π által határolt intervallumban. Ezen alapul a Fourier-sorok elmélete.

### Ortogonális polinomok
Nevezetes ortogonális polinomsorozatok:
- Az Hermite-polinomok ortogonálisak a standard normális eloszlás sűrűségfüggvényével, mint súlyfüggvénnyel.
- A Legendre-polinomok ortogonálisak a −1 és 1 közötti intervallumon vett egyenletes eloszlás, mint súlyfüggvény szerint.
- A Laguerre-polinomok ortogonálisak az exponenciális eloszlás súlyfüggvénnyel. Az általánosított Laguerre-polinomok súlyfüggvénye a gamma-eloszlás.
- Az elsőfajú Csebisev-polinomok ortogonálisak az {\displaystyle 1/{\sqrt {1-x^{2}}}.} mérték szerint
- A másodfajú Csebisev-polinomok ortogonálisak a Wigner félkör eloszlás szerint.

### Ortogonális állapotok
A kvantummechanikában az Hermite-operátor két sajátállapota, {\displaystyle \psi _{m}} és {\displaystyle \psi _{n}}, ortogonálisak, ha különböző sajátértékek tartoznak hozzájuk. Braket-jelöléssel, {\displaystyle \langle \psi _{m}|\psi _{n}\rangle =0} vagy {\displaystyle \psi _{m}} és {\displaystyle \psi _{n}} ugyanannak a sajátértéknek felelnek meg. Ez abból adódik, hogy a Schrödinger-egyenlet a Sturm–Liouville egyenlet speciális esete, vagy a megfigyelhető mennyiségeket Hermite-operátorok adják meg (Heisenberg-jelölés).

## A kombinatorikában
Két latin négyzet ortogonális, ha megfelelő elemenkénti párosításuk az összes lehetséges számpárt kiadja.